# Quận XXI, Budapest
Quận XXI, Budapest là một quận thuộc hạt főváros, Hungary. Quận này có diện tích 25,75 km², dân số năm 2010 là 76625 người, mật độ 2976 người/km².